# 4 Cancri
4 Cancri, som är stjärnans Flamsteed-beteckning, är en ensam stjärna, belägen i den östra delen av stjärnbilden Kräftan och har även Bayer-beteckningen Omega2 Cancri. Den har en skenbar magnitud som varierar 6,32 och kräver åtminstone en handkikare för att kunna observeras. Baserat på parallaxmätning inom Hipparcosuppdraget på ca 7,4 mas, beräknas den befinna sig på ett avstånd på ca 440 ljusår (ca 135 parsek) från solen. Den rör sig närmare solen med en heliocentrisk radialhastighet på ca -8 km/s. Stjärnans position nära ekliptikan innebär att den är föremål för ockultationer med månen.

## Egenskaper
4 Cancri är en blå till vit stjärna i huvudserien av spektralklass A1 V. Den har en massa som är ca 2,6 solmassor, en radie som är ca 2,5 solradier och utsänder från dess fotosfär ca 68 gånger mera energi än solen vid en effektiv temperatur av ca 9 400 K.